# 1894-es Párizs–Rouen futam
Az 1894-es Párizs–Rouen futam volt az első autóverseny; a Le Petit Journal párizsi újság szervezte. A versenyzőknek a Párizs-Rouen útvonalat kellett teljesíteniük egy ebédszünettel.

## A futam
1894 július 22-én, 21 négykerekű állt rajthoz és 17-nek sikerült befejeznie a 126 km-es távot.
A távot Jules de Dion tette meg a legrövidebb idő alatt a saját de Dion típusú autójával, de ezen a gőzhajtású járműn a sofőr mellett egy fűtő is dolgozott, ezért megfosztották a díjtól. Így a győztes a második helyen beérkező Georges Lemaitre volt, aki egy benzines Peugeot-t vezetett, őt pedig a szintén Peugeot-s Auguste Doirot követte.
| Az eredmények | Az eredmények | Az eredmények     | Az eredmények  | Az eredmények |
| Hely          | Rajtszám      | Név               | Autó           | Idő/Hiba      |
| ------------- | ------------- | ----------------- | -------------- | ------------- |
| 1             | 3             | Jules de Dion     | de Dion        | 6:48:00,0     |
| 2             | 65            | Georges Lemaitre  | Peugeot        | 6:51:30,0     |
| 3             | 28            | Auguste Doriot    | Peugeot        | 7:04:30,0     |
| 4             | 13            | Paul Panhard      | Panhard        | 7:21:30,0     |
| 5             | -             | Emile Levassor    | Panhard        | 7:43:30,0     |
| 6             | -             | Kraeutler         | Peugeot        | 7:46:30,0     |
| 7             | 64            | Emile Mayade      | Panhard        | 8:09:00,0     |
| 8             | 42            | A.Le Brun         | Le Brun        | 8:12:00,0     |
| 9             | 30            | Michaud           | Peugeot        | 8:25:00,0     |
| 10            | -             | Dubois            | Panhard        | 8:38:00,0     |
| 11            | -             | Louis Rigoulot    | Peugeot        | 8:41:00,0     |
| 12            | 24            | Vacheron          | Vacheron       | 8:42:30,0     |
| 13            | 53            | M.de Bourmont     | de Bourmont    | 8:51:00,0     |
| 14            | 83            | Emile Roger       | Benz           | 10:01:00,0    |
| 15            | 60            | Maurice le Blant  | Serpollet      | 10:43:00,0    |
| 16            | 7             | Pierre Gautier    | Gautier-Wehrlé | 12:24:30,0    |
| 17            | 18            | Ernest Archdeacon | Serpollet      | 13:00:00,0    |
| Ki            | 44            | de Prandiéres     | Serpollet      |               |
| Ki            | 19            | Etienne le Blant  | Serpollet      | Motorhiba     |
| Ki            | 10            | J.Scotte          | Scotte         | Motorhiba     |
| Ki            | 61            | Roger de Montais  | de Montais     |               |

## Érdekességek
Az Egyszer volt… az ember rajzfilmsorozat 24. epizódjában (Azok a boldog békeidők) szerepel egy rövid összefoglaló a versenyről.